# Нігерія на Олімпійських іграх
Нігерія дебютувала на Олімпійських іграх 1952 року у Гельсінкі. Відтоді нігерійські спортсмени брали участь у всіх літніх Олімпіадах, крім 1976 року, які бойкотувала разом з багатьма іншими африканськими спортсмени. За весь час виступів країна завоювала 23 олімпійські медалі, з них дві золоті, 9 срібних та 12 бронзових.
Нігерія  брала участь у зимових Олімпійських іграх 2018
Національний Олімпійський комітет Нігерії було утворено 1951 року.

## Медальний залік

### Медалі за Іграми
| Ігри                 | Золото          | Срібло          | Бронза          | Загалом         |
| 1952, Гельсінкі      | 0               | 0               | 0               | 0               |
| 1956, Мельбурн       | 0               | 0               | 0               | 0               |
| 1960, Рим            | 0               | 0               | 0               | 0               |
| 1964, Токіо          | 0               | 0               | 1               | 1               |
| 1968, Мехіко         | 0               | 0               | 0               | 0               |
| 1972, Мюнхен         | 0               | 0               | 1               | 1               |
| 1976, Монреаль       | не брала участі | не брала участі | не брала участі | не брала участі |
| 1980, Москва         | 0               | 0               | 0               | 0               |
| 1984, Лос-Анджелес   | 0               | 1               | 1               | 2               |
| 1988, Сеул           | 0               | 0               | 0               | 0               |
| 1992, Барселона      | 0               | 3               | 1               | 4               |
| 1996, Атланта        | 2               | 1               | 3               | 6               |
| 2000, Сідней         | 1               | 2               | 0               | 3               |
| 2004, Афіни          | 0               | 0               | 2               | 2               |
| 2008, Пекін          | 0               | 1               | 3               | 4               |
| 2012, Лондон         | 0               | 0               | 0               | 0               |
| 2016, Ріо-де-Жанейро | 0               | 0               | 1               | 1               |
| Всього               | 3               | 8               | 13              | 24              |

### Медалі за видами спорту
| Вид спорту     | Золото | Срібло | Бронза | Загалом |
| Легка атлетика | 2      | 3      | 8      | 13      |
| Футбол         | 1      | 1      | 1      | 3       |
| Бокс           | 0      | 3      | 3      | 6       |
| Важка атлетика | 0      | 1      | 0      | 1       |
| Тхеквондо      | 0      | 0      | 1      | 1       |
| Всього         | 3      | 8      | 13     | 24      |